# Xiaomi SU7
La Xiaomi SU7 (pour Speed Ultra 7) est une berline électrique, produite à partir de 2023, par le néo-constructeur automobile Xiaomi Auto, filiale de l'entreprise chinoise d'électronique et d'informatique Xiaomi. Elle est la première voiture de Xiaomi Automobile Co Ltd

## Présentation
Xiaomi Auto dévoile la SU7 le 17 novembre 2023 au salon de l'automobile de Guangzhou. Elle est officiellement présentée le 29 décembre 2023, et sa production lancée en Chine en décembre 2023 par le constructeur local BAIC Motor, pour une commercialisation à partir du 28 mars 2024. Dès l'ouverture des commandes, en 24 heures, le constructeur a reçu 88 898 pré-commandes, et plus de 120 000 en 48 heures. Un mois après le début de la commercialisation, l'industriel a produit 10 000 exemplaires de sa berline électrique. Le 100 000e exemplaire est sorti des chaînes après 230 jours de production.

## Caractéristiques techniques
La SU7 est basée sur une plateforme technique nommée Modena chez le constructeur, où les cellules de batterie fonctionnant sous une architecture 800 V sont implantées directement dans le châssis.
La berline est équipée d'un système de stationnement autonome.

### Motorisation
La SU7, dans sa version de base nommée V6, reçoit une machine électrique arrière de 220 kW (299 ch) et 400 N m de couple alimenté par une batterie lithium-ion d'une capacité de 73,6 kWh. La version intermédiaire V6s propose 275 kW (374 ch) et 500 N m de couple. Enfin, la version haut de gamme V8 est dotée de deux moteurs d’une puissance cumulée de 495 kW (578 ch) et un couple maximum de 635 N m de alimentés par un pack batterie de 101 kWh.
| Logo de Xiaomi                          | SU7           | SU7           | SU7                       |
| Logo de Xiaomi                          | V6            | V6s           | V8                        |
| --------------------------------------- | ------------- | ------------- | ------------------------- |
| Puissance moteur (kW)                   | arrière : 220 | arrière : 275 | arrière : 275 avant : 220 |
| Puissance maximale (ch)                 | 299           | 374           | 673                       |
| Couple maximal (N m)                    | 400           | 500           | 635                       |
| Vitesse maximale (km/h)                 | 210           | 210           | 265                       |
| 0-100 km/h (s)                          | 5,28          | 5,7           | 2,78                      |
| Consommation (kWh/100 km)               | 13,7          |               |                           |
| Transmission                            | Propulsion    | Propulsion    | Intégrale (Dual motor)    |
| Masse à vide (kg)                       |               |               |                           |
| Batterie                                |               |               |                           |
| Type                                    | LFP           | LFP           | LFP                       |
| Capacité brute (kWh)                    | 73,6          | 94,3          | 101                       |
| Poids (kg)                              |               |               |                           |
| Autonomie (WLTC chinoise) (km)          | 668           | 830           | 800                       |
| Temps de recharge                       |               |               |                           |
| sur une prise 3,7 kW (0 à 100 %)        |               |               |                           |
| sur une Wallbox 11 kW (AC) (10 à 100 %) |               |               |                           |
| sur une borne 475 kW (DC) (10 à 80 %)   |               |               |                           |

## Finitions
- SU7
- SU7 Pro
- SU7 Max